# Theodore Brune
Theodore Brune (dt. Theodor Brune; * 31. Januar 1854 in Stuttgart; † 8. März 1932 in New Orleans) war ein deutsch-amerikanischer Architekt.

## Leben
Theodor Brune studierte in Karlsruhe und Aachen Architektur. In Karlsruhe schloss er sich dem Corps Franconia und in Aachen dem Corps Rhenania an. Nach dem mit höchsten Auszeichnungen abgeschlossenen Studium wanderte Brune in die USA aus. Für einige Jahre war er zunächst als Architekt in New York City und St. Louis tätig, bevor er sich in New Orleans niederließ.
Neben dem Bau von Geschäfts- und Wohngebäuden trat er insbesondere durch zahlreiche Kirchenbauten in Louisiana und Mississippi sowie durch die Gestaltung von Mausoleen hervor, die er sowohl im neoromanischen als auch im neogotischen Stil errichtete.

## Werk

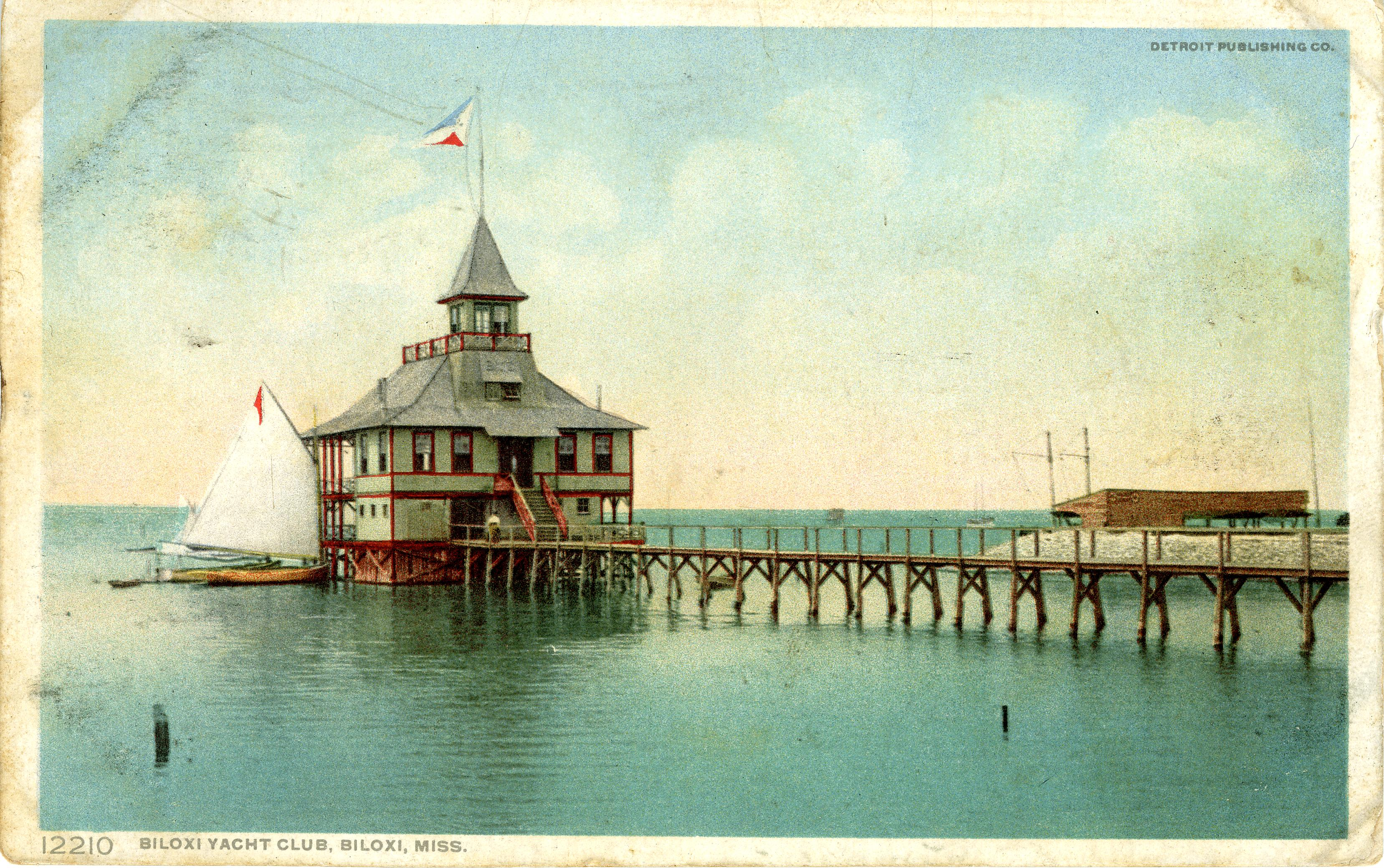
Biloxi Yacht Club auf einer historischen Postkarte

- Sacred Heart Catholic Church in Moreauville, Louisiana
- St. Mary of False River Catholic Church in New Roads, Louisiana
- St. Joseph Abbey Church in Saint Benedict, Louisiana
- St. Joseph Catholic Church in Greenville, Mississippi
- Zahlreiche Mausoleen in New Orleans

In Biloxi (Mississippi):
- Wohnhaus von L. Lopez
- Wohnhaus von W. K. M. Dukate
- Vereinshaus des Biloxi Yacht Club
- Dukate's Theater (heute BancorpSouth Building)
- Geschäftshaus von T. P. Dulion & Co.
- Geschäftshaus von Folkes & Grant
- Geschäftshaus von L. Lopez & Co.
- Cathedral of the Nativity of the Blessed Virgin Mary